# منطقه کومپیام
منطقه کومپیام یکی از منطقه های استان انگا واقع در کشور پاپوآ گینه نو می باشد. مرکز این منطقه کومپیام است. چمعیت منطقه مطابق با سرشماری رسمی سال ۲۰۰۰ میلادی ۴۴٬۱۳۷ بوده است. این منطقه خود از ۳ فرمانداری محلی تشکیل می گردد که هر فرمانداری به منظور سهولت در امر آمارگیری خود به چند بخش تقسیم می شود. 

## تقسیمات
این منطقه دارای ۳ فرمانداری محلی است که اسامی آن ها به شرح زیر است:
- فرمانداری محبی روستایی آمبوم
- فرمانداری محلی روستایی کومپیام
- فرمانداری محلی روستایی واپی(اوآنگیز)